# Eclipse solar del 30 de noviembre de 3340 a. C.
El eclipse solar visible en toda Irlanda durante la época del neolítico, tuvo lugar el 30 de noviembre de 3340 a. C. sus pobladores registraron el eclipse en una roca. La roca se encuentra en la cámara de un gran megalito, ha sido examinada por un arqueólogo irlandés que cree haber descifrado su mensaje. Un científico europeo pudo determinar la fecha del fenómeno. El grabado en la piedra es el primer registro de un eclipse jamás encontrado.

## Monumentos de piedra
El sitio arqueológico de Loughcrew está aproximadamente a 80 kilómetros al noroeste de Dublin, y cuenta con una serie de grandes monumentos de megalitos. Los arqueólogos y los historiadores estiman que los megalitos fueron construidos entre los años] 3000 y 4000 a. C. En general, todas son enormes tumbas, y están orientadas en base a parámetros astronómicos (como por ejemplo, el lugar de la salida del Sol en el día del solsticio o del equinoccio). 

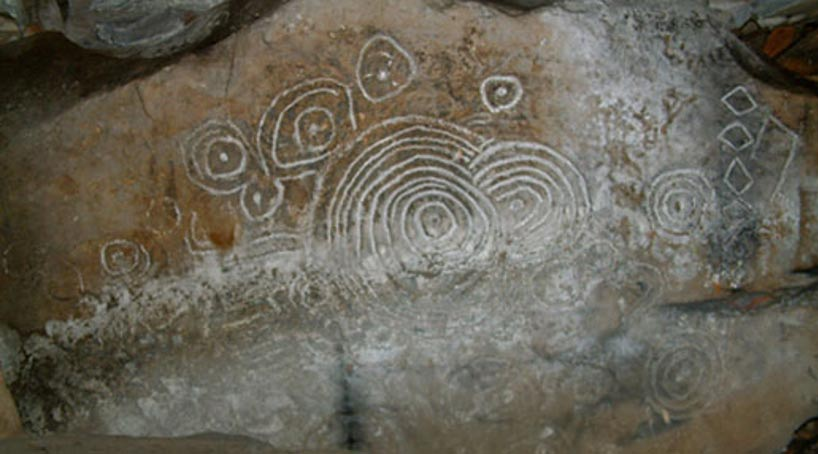
Grabado del eclipse solar en el megalito de Loughcrew, el sol es el espiral más grande y la luna la espiral más pequeña.

El megalito llamado “L”, esconde una cámara en su interior y es allí donde se encuentra una misteriosa roca cubierta de llamativos petroglifos (símbolos tallados).

## El descubrimiento de Griffin
El arqueoastrónomo irlandés Paul Griffin descubrió algo sumamente interesante que dice:
| “esas marcas circulares y espiraladas representan al Sol y la Luna, los dioses del cielo de aquellos antiguos pobladores de Irlanda”. Paul Griffin |

Durante un eclipse de Sol según el científico, la roca cuenta, casi como una historieta, las distintas etapas del fenómeno. Griffin encontró 92 eclipses de Sol.